# Pilotrichum cristatum
Pilotrichum cristatum är en bladmossart som beskrevs av Mitten 1869. Pilotrichum cristatum ingår i släktet Pilotrichum och familjen Daltoniaceae. Inga underarter finns listade i Catalogue of Life.